# Gamskogel (Sulztalkamm)
Gamskogel je hora v Sulztalském hřebeni Stubaiských Alp východně od Längenfeldu v Tyrolsku s nadmořskou výškou 2813 metrů.
Lze se na ni dostat z náhorní plošiny obce Burgstein (1452 m n. m.) přes Plattegg (2110 m n. m.) jako středně náročnou horskou túru nebo z Gries im Sulztal přes Nisslalm a Gasse (další horská pastvina). Obě trasy vedou mnoha vlásenkovými zatáčkami přes severovýchodní výběžek na vrchol s vrcholovým křížem.